# فرودگاه اورمارا
فرودگاه اورمارا (به انگلیسی: Ormara Airport) یک فرودگاه همگانی با کد یاتا ORW است که یک باند فرود آسفالت دارد و طول باند آن ۱۵۲۲ متر است. این فرودگاه در شهر اورمارا کشور پاکستان قرار دارد و در ارتفاع ۳ متری از سطح دریا واقع شده است.